# Roger Hairabedian
Roger Hairabedian, né le 19 septembre 1955 à Marseille, est un ancien judoka français, aujourd'hui joueur de poker professionnel.

## Biographie
Roger a pratiqué le judo à haut niveau, il était en équipe de France de 1976 à 1981. Il a dû mettre un terme à sa carrière à la suite d'une blessure au genou.
Il commence à jouer au poker vers l'âge de 30 ans, tout d'abord au poker fermé, puis au Texas Hold'em.
En 2005, il s'installe à Marrakech et y implante le Casino Es Saadi. Il devient ensuite ambassadeur du Casino de la Mamounia.
Il a notamment remporté le Grand prix de Paris en 2008 à l'Aviation Club de France pour un gain de 419 520 €.
En 2018, il est le 8e français de la France All Time Money List avec un total de gains en tournois live qui atteint 4 850 000 $.
En 2020, il est l'un des premiers organisateurs de tournois live à organiser un tournoi post confinement  de 600 personnes à Rozvadov en République Tchèque.

## Palmarès
- Champion WSOPE 2012 ET 2013
- 1er du classement LivePoker en 2009, 2010, 2012 et 2013 (2e en 2011)
- 1er WPT National Annecy 2013
- 2e WPT 2013 Chypre
- 5e EPT 2012
- 1er WPT National Series Mazagan 2012
- 1er WPT Mazagan 2012
- 3e EPT Londres 2011
- 3e WSOPE 2011
- 3e WPT Amnéville 2011
- 5e EPT Loutraki (en Hold’em et Omaha) 2011
- 3e WPT Paris 2010
- 1er Mazagan Poker Million 2010
- 5e WPT Marrakech 2009
- Vainqueur du Grand Prix de Paris 2008 (5e en 2006)
- 3e EPT San Remo 2008, 4e en 2009, 1er en 2012

WSOPE : World Series Of Poker Europe
WPT : World Poker Tour
EPT : European Poker Tour''